# Porcellionides istanbulensis
Porcellionides istanbulensis là một loài chân đều trong họ Porcellionidae. Loài này được Verhoeff miêu tả khoa học năm 1943.